# Tullio Baraglia
Tullio Baraglia   (Gera Lario, 21 de juliol de 1934 - Gera Lario, 23 de novembre de 2017) fou un remer italià que va competir durant les dècades de 1950 i 1960.
El 1960 va prendre part en els Jocs Olímpics d'Estiu de Roma, on guanyà la medalla de plata en la prova del quatre sense timoner del programa de rem. Formà equip amb Renato Bosatta, Giancarlo Crosta i Giuseppe Galante. El 1968, als Jocs de Ciutat de Mèxic, guanyà la medalla de bronze en la matexa prova del quatre sense timoner, aquesta vegada formant equip amb Pie Conti Manzini, Renato Bosatta i Abramo Albini.
En el seu palmarès també destaca una medalla d'or al Campionat d'Europa de rem de 1961.